# 蒲村镇
蒲村镇，是中华人民共和国陕西省宝鸡市岐山县下辖的一个乡镇级行政单位。

## 行政区划
蒲村镇下辖以下地区：
蒲村、双桥村、洗马庄村、公子庄村、南庄村、北庄村、鲁家庄村、右卫营村、景令村、赵家台村和崛山村。